# عصية زوجية لتربة الجنسة
عصية زوجية لتربة الجنسة (الاسم العلمي: Dyadobacter ginsengisoli) هي نوع من البكتيريا، سلبية الغرام، تتبع جنس عصية زوجية.